# Scratch-As-Catch-Can
Scratch-As-Catch-Can — американська короткометражна кінокомедія режисера Марка Сендріча 1931 року. Фільм був удостоєний номінації на премію «Оскар» в категорії найкращий короткометражний комедійний фільм.

## У ролях
- Боббі Кларк
- Пол МакКалло
- Джеймс Фінлейсон
- Філ Данхем
- Шарлотта Огден
- Волтер Бреннан
- Роберт Грейвз
- Константин Романофф
- Чарлі Холл
- Вінс Барнетт